# Grand Prix moto de Madrid 1998
Le  Grand Prix moto de Madrid 1998 est la sixième manche du championnat du monde de vitesse moto 1998. La compétition s'est déroulée du 12 au 14 juin 1998 sur le circuit permanent du Jarama en remplacement du Grand Prix du Portugal à cause de problèmes d'homologation du circuit d'Estoril.
C'est l'unique édition du Grand Prix moto de Madrid.

## Classements

### Classement 500 cm3
| Pos  | Pilote                   | Constructeur | Temps/Écart     | Points |
| ---- | ------------------------ | ------------ | --------------- | ------ |
| 1    | Carlos Checa             | Honda        | 47 min 21 s 513 | 25     |
| 2    | Norifumi Abe             | Yamaha       | +0 s 220        | 20     |
| 3    | Sete Gibernau            | Honda        | +1 s 886        | 16     |
| 4    | Nobuatsu Aoki            | Suzuki       | +5 s 206        | 13     |
| 5    | Àlex Crivillé            | Honda        | +11 s 165       | 11     |
| 6    | Max Biaggi               | Honda        | +11 s 579       | 10     |
| 7    | Regis Laconi             | Yamaha       | +11 s 711       | 9      |
| 8    | Simon Crafar             | Yamaha       | +32 s 658       | 8      |
| 9    | Alex Barros              | Honda        | +36 s 226       | 7      |
| 10   | Ralf Waldmann            | Modenas      | +55 s 342       | 6      |
| 11   | Garry McCoy              | Honda        | +56 s 938       | 5      |
| 12   | Scott Smart              | Honda        | +1 min 22 s 806 | 4      |
| 13   | Matt Wait                | Honda        | +1 min 26 s 677 | 3      |
| 14   | Eskil Suter              | Muz-Weber    | +1 tour         | 2      |
| 15   | Fernando Cristobal       | Honda        | +1 tour         | 1      |
| 16   | Fabio Carpani            | Honda        | +1 tour         |        |
| Abd. | Juan Borja               | Honda        | Abandon         |        |
| Abd. | John Kocinski            | Honda        | Abandon         |        |
| Abd. | Mick Doohan              | Honda        | Abandon         |        |
| Abd. | Luca Cadalora            | Yamaha       | Abandon         |        |
| Abd. | Jurgen van den Goorbergh | Honda        | Abandon         |        |

### Classement 250 cm3
| Pos  | Pilote              | Constructeur | Temps/Écart     | Points |
| ---- | ------------------- | ------------ | --------------- | ------ |
| 1    | Tetsuya Harada      | Aprilia      | 44 min 44 s 553 | 25     |
| 2    | Tohru Ukawa         | Honda        | +8 s 738        | 20     |
| 3    | Loris Capirossi     | Aprilia      | +15 s 978       | 16     |
| 4    | Jurgen Fuchs        | Aprilia      | +22 s 545       | 13     |
| 5    | José Luis Cardoso   | Yamaha       | +24 s 444       | 11     |
| 6    | Luis d'Antin        | Yamaha       | +33 s 716       | 10     |
| 7    | Takeshi Tsujimura   | Yamaha       | +33 s 791       | 9      |
| 8    | Jason Vincent       | TSR-Honda    | +46 s 342       | 8      |
| 9    | Jeremy McWilliams   | TSR-Honda    | +50 s 206       | 7      |
| 10   | Roberto Rolfo       | TSR-Honda    | +51 s 016       | 6      |
| 11   | Ivan Clementi       | Yamaha       | +1 min 04 s 474 | 5      |
| 12   | Johann Stigefelt    | Suzuki       | +1 min 11 s 969 | 4      |
| 13   | Yasumasa Hatakeyama | ERP-Honda    | +1 min 30 s 205 | 3      |
| 14   | Davide Bulega       | ERP-Honda    | +1 tour         | 2      |
| 15   | Ismael Bonilla      | Honda        | +1 tour         | 1      |
| 16   | Federico Gartner    | Aprilia      | +1 tour         |        |
| Abd. | Sebastian Porto     | Aprilia      | Abandon         |        |
| Abd. | Noriyasu Numata     | Suzuki       | Abandon         |        |
| Abd. | Valentino Rossi     | Aprilia      | Abandon         |        |
| Abd. | Haruchika Aoki      | Honda        | Abandon         |        |
| Abd. | Luca Boscoscuro     | TSR-Honda    | Abandon         |        |
| Abd. | Stefano Perugini    | Honda        | Abandon         |        |
| Abd. | Alex Debon          | Honda        | Abandon         |        |
| Abd. | Olivier Jacque      | Honda        | Abandon         |        |
| Abd. | William Costes      | Honda        | Abandon         |        |

### Classement 125 cm3
| Pos  | Pilote             | Constructeur | Temps/Écart     | Points |
| ---- | ------------------ | ------------ | --------------- | ------ |
| 1    | Lucio Cecchinello  | Honda        | 43 min 28 s 423 | 25     |
| 2    | Marco Melandri     | Honda        | +9 s 173        | 20     |
| 3    | Hiroyuki Kikuchi   | Honda        | +9 s 317        | 16     |
| 4    | Kazuto Sakata      | Aprilia      | +17 s 268       | 13     |
| 5    | Gianluigi Scalvini | Honda        | +19 s 417       | 11     |
| 6    | Angel Nieto Jr     | Aprilia      | +19 s 511       | 10     |
| 7    | Youichi Ui         | Yamaha       | +21 s 010       | 9      |
| 8    | Frédéric Petit     | Honda        | +23 s 034       | 8      |
| 9    | Masaki Tokudome    | Aprilia      | +23 s 066       | 7      |
| 10   | Steve Jenkner      | Aprilia      | +23 s 552       | 6      |
| 11   | Yoshiaki Katoh     | Yamaha       | +26 s 762       | 5      |
| 12   | Jaroslav Huleš     | Honda        | +31 s 484       | 4      |
| 13   | Alvaro Molina      | Honda        | +41 s 584       | 3      |
| 14   | Fonsi Nieto        | Aprilia      | +42 s 512       | 2      |
| 15   | Enrique Maturana   | Yamaha       | +50 s 521       | 1      |
| 16   | Gino Borsoi        | Aprilia      | +55 s 673       |        |
| 17   | Josep Sarda        | Honda        | +59 s 576       |        |
| 18   | Andrea Iommi       | Honda        | +1 min 10 s 446 |        |
| 19   | Iván Martínez      | Aprilia      | +1 min 33 s 316 |        |
| Abd. | Mirko Giansanti    | Honda        | Abandon         |        |
| Abd. | Federico Cerroni   | Aprilia      | Abandon         |        |
| Abd. | Roberto Locatelli  | Honda        | Abandon         |        |
| Abd. | Tomomi Manako      | Honda        | Abandon         |        |
| Abd. | Christian Manna    | Yamaha       | Abandon         |        |
| Abd. | Jeronimo Vidal     | Aprilia      | Abandon         |        |
| Abd. | Arnaud Vincent     | Aprilia      | Abandon         |        |
| Abd. | Ivan Goi           | Aprilia      | Abandon         |        |
| Abd. | Masao Azuma        | Honda        | Abandon         |        |
| Abd. | Emilio Alzamora    | Aprilia      | Abandon         |        |